# Hüseyin Akbaş
Hüseyin Akbaş (né en 1933 et mort le 15 février 1989) est un lutteur turc spécialiste de la lutte libre. Il est 4 fois champion du monde (1955,1957,1959, participe aux Jeux olympiques d'été de 1956 dans la catégorie des poids mouches (−52 kg) et aux Jeux olympiques d'été de 1964 dans la catégorie des poids coqs. En 1956, il remporte la médaille de bronze et en 1964, il remporte la médaille d'argent.

## Palmarès

### Championnats du Monde
- Médaille d'Or : 1954, 1957,1959, 1962
- Médaille d'argent : 1964
- Médaille de bronze : 1955, 1956, 1961

### Jeux olympiques
- Jeux olympiques de 1956 à Melbourne,  Australie
  -  Médaille de bronze.
- Jeux olympiques de 1964 à Tokyo,  Japon
  -  Médaille d'argent.

### Hall of fame
2011: Intégration au Hall of Fame de United World Wrestling